# 艾琳·海姆
艾琳·罗斯维塔·海姆（Irene Roswitha Heim，1954年10月30日—）是一位美國语言学家。 她的父母生于捷克斯洛伐克，讲德语，二战后移民至德国。她在慕尼黑上学，先后就读于康斯坦茨大学和慕尼黑大学，获得语言学和哲学硕士学位。之后，她在马萨诸塞大学阿默斯特分校攻读博士学位，并于1982年完成博士论文。她曾任德克薩斯大學奧斯汀分校和加州大学洛杉矶分校教授，1989年加入麻省理工学院。2012年，她當選美国语言学会會士。 2024年，她與他人共同獲得罗尔夫·肖克奖。